# I. e. 180-as évek
Évszázadok: i. e. 3. század – i. e. 2. század – i. e. 1. század
Évtizedek: i. e. 230-as évek – i. e. 220-as évek – i. e. 210-es évek – i. e. 200-as évek – i. e. 190-es évek – i. e. 180-as évek – i. e. 170-es évek – i. e. 160-as évek – i. e. 150-es évek – i. e. 140-es évek – i. e. 130-as évek
Évek: i. e. 189 – i. e. 188 – i. e. 187 – i. e. 186 – i. e. 185 – i. e. 184 – i. e. 183 – i. e. 182 – i. e. 181 – i. e. 180